# Maurice Schurmans
Compléments
Schurmans est le fondateur de l'université Lovanium, à Kinshasa
Maurice Schurmans , né le 9 mars 1901 à Anvers (Belgique) et décédé le 14 juillet 1970 à Tronchiennes (Belgique) est un prêtre jésuite belge. Il fut le vicaire général du père Ledochowski, à Rome de 1938 à 1942 et plus tard fondateur et premier recteur de l’université Lovanium',, plus tard appelée 'université de Kinshasa’.

## Biographie

### En Belgique et à Rome
Né le 9 mars 1901 à Anvers, le jeune Maurice entre chez les Jésuites le 23 septembre 1917 et fait son noviciat à Alken. À la fin du parcours ordinaire de la formation jésuite (dont un an d’études philosophiques à Stonyhurst, en Angleterre) il est ordonné prêtre catholique le 15 août 1930 à Maastricht.  
Son ‘Troisième An’ terminé (1931-1932) le père Schurmans est envoyé enseigner la classe de rhétorique au collège Sainte-Barbe de Gand. Dès l’année suivante (1933) il est nommé supérieur des étudiants en philosophie du scolasticat d’Eegenhoven-Louvain. Il est bientôt recteur du théologat (1935-1937) et provincial des Jésuites de la province septentrionale de Belgique.
Participant, en 1938, à la XXVIIIe Congrégation générale des Jésuites il est proposé par le supérieur général, le père Ledochowski  - et est élu par la Congrégation - comme ‘Vicaire général permanent’, position qu’il occupe jusqu’à la mort de Ledochowski, en 1942. 

### Fondateur de Lovanium (au Congo)
Libéré de ses obligations romaines le père Schurmans se porte immédiatement volontaire pour la mission du Congo belge, qui, à cause de la guerre, ne peut recevoir aucune aide directe de Belgique. Il y est recteur du séminaire de Lemfu (1943) et deux ans plus tard succède au père Joseph Van Wing comme Supérieur des Jésuites du Congo belge.
En 1948 Schurmans est recteur du centre universitaire de Kisantu qui forme des assistants médicaux et agronomes. C’est en fait le noyau qui donna naissance à l’université Lovanium. Il y ajoute les sections d’économie et d’administration. Lorsque le Délégué apostolique au Congo belge demande aux Jésuites (1949) d’ouvrir une université, c’est le père Schurmans qui est chargé de cette mission.  
Des terrains sont acquis à 12 kilomètres au sud de la ville de Léopoldville (aujourd'hui Kinshasa), où les premiers bâtiments sont opérationnels en 1953. En 1954 la direction de l’université inchoative passe entre les mains de l’université de Louvain et Schurmans est nommé directeur du collège de Bukavu (au Kivu).  Par deux fois il est envoyé par le père Janssens  comme visiteur canonique de provinces jésuites : en Rhodésie (1956-1957) et au Canada français (1958).

### Retour en Belgique
En 1959 il est de retour en Belgique comme instructeur du 'Troisième An' de Tronchiennes. Le groupe de tertiaires est très international et la direction spirituelle du père Schurmans et très appréciée. 
En 1964 il a cependant un sérieux accroc de santé - une attaque cérébrale - qui l’oblige à renoncer à sa charge d’instructeur. Ayant quelque peu récupéré il passe trois ans au collège de Borgerhout (Anvers). Mais une seconde attaque, à la fin de l’année 1967, le paralyse partiellement et lui enlève les facultés de lire et écrire.
Le père Maurice Schurmans meurt à l’abbaye de Tronchiennes (Belgique) le 14 juillet 1970.    